# Dión
Dión (Dioon), je rod cykasu z čeledi zamiovité. Dle analýz DNA patří dióny k nejprimitivnějším americkým cykasům a zvažuje se jejich vyčlenění ze zamiovitých do nové čeledi. Rod zahrnuje celkem 13 popsaných druhů. Další druhy nebyly zatím uznány. Dióny pocházejí z Mexika, Hondurasu a Nikaraguy. Jsou rozšířeny v tropických lesích, borovicovo-dubových hájích na suchých svazích, v kaňonech a pobřežních dunách.

## Etymologie
Jméno Dioon je odvozeno z řečtiny ze slov označujících „dvě vejce“. Každá „šupina“ na šišce diónu (tedy pozměněný list), totiž nese dvě semena. Ryze český název prozatím neexistuje a počeštěný latinský název „dión“ je využíván například Botanickou zahradou Přírodovědecké fakulty Univerzity Karlovy v Praze  pro tamní dión jedlý.

## Popis

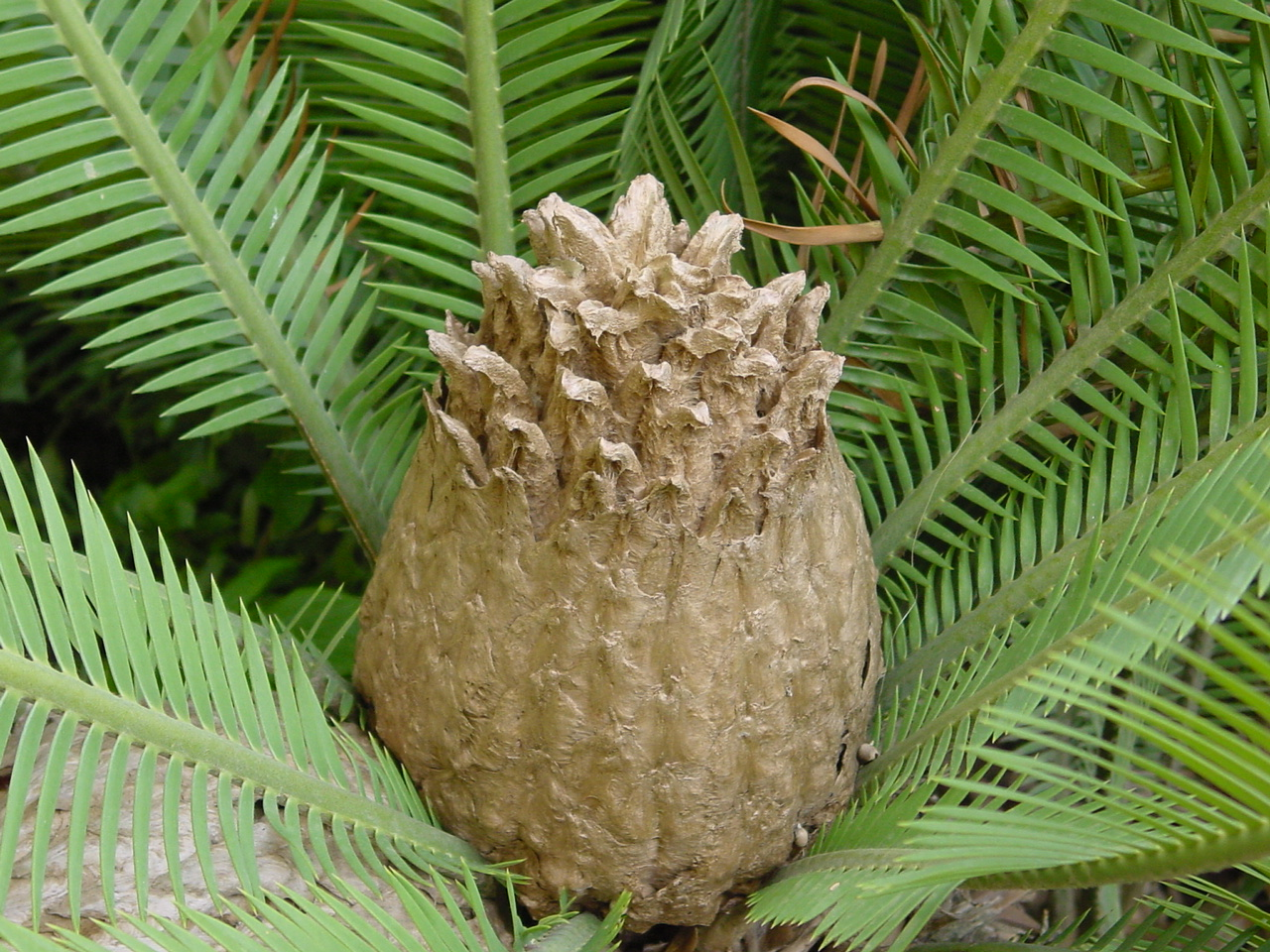
Samičí šištice diónu jedlého

Dióny mají nadzemní kmen, který dorůstá výšky od 1 m (Dioon tomaselii) po 16 m u druhu dión pichlavý (Dioon spinulosum). Vedle druhu Lepidozamia hopei se tak řadí k největším cykasům vůbec. Kmeny jsou obvykle přímé a jen zřídkakdy větvené, oválné (zřídkakdy vejčité).
Nové listy vyrůstají vždy najednou ve vrhu listů, nikdy ne postupně. Jsou zelené nebo světle zelené, chlupaté nebo lesklé. Suché zbytky listů a řapíků buď zcela opadávají, nebo zůstávají na kmeni. Lístky na řapíku jsou v průřezu ploché nebo uspořádané do „V“. Řapíky jsou vždy bez ostnů.
Samčích šištic je obvykle jedna až několik, samičí maximálně dvě. Druh Dioon spinulosum má jedny z největších samičích šištic vůbec - až 80 cm dlouhé a 30 cm široké.

## Druhy

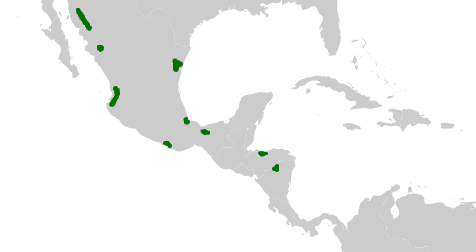
Rozšíření rodu Dioon

Rod je rozdělen do dvou skupin s rozdílnou morfologií. První zahrnuje Dioon mejiae, Dioon rzedowskii a Dioon spinulosum, charakterizované velkými listy, mohutnými kmeny a robustnými šiškami, zatímco druhá skupina obsahující Dioon califanoi, Dioon caputoi, Dioon edule, Dioon holmgrenii, Dioon merolae, Dioon purpusii, Dioon sonorense a Dioon tomasellii jsou rostliny méně robustní, s kratšími kmeny, listy a šiškami.

## Zástupci

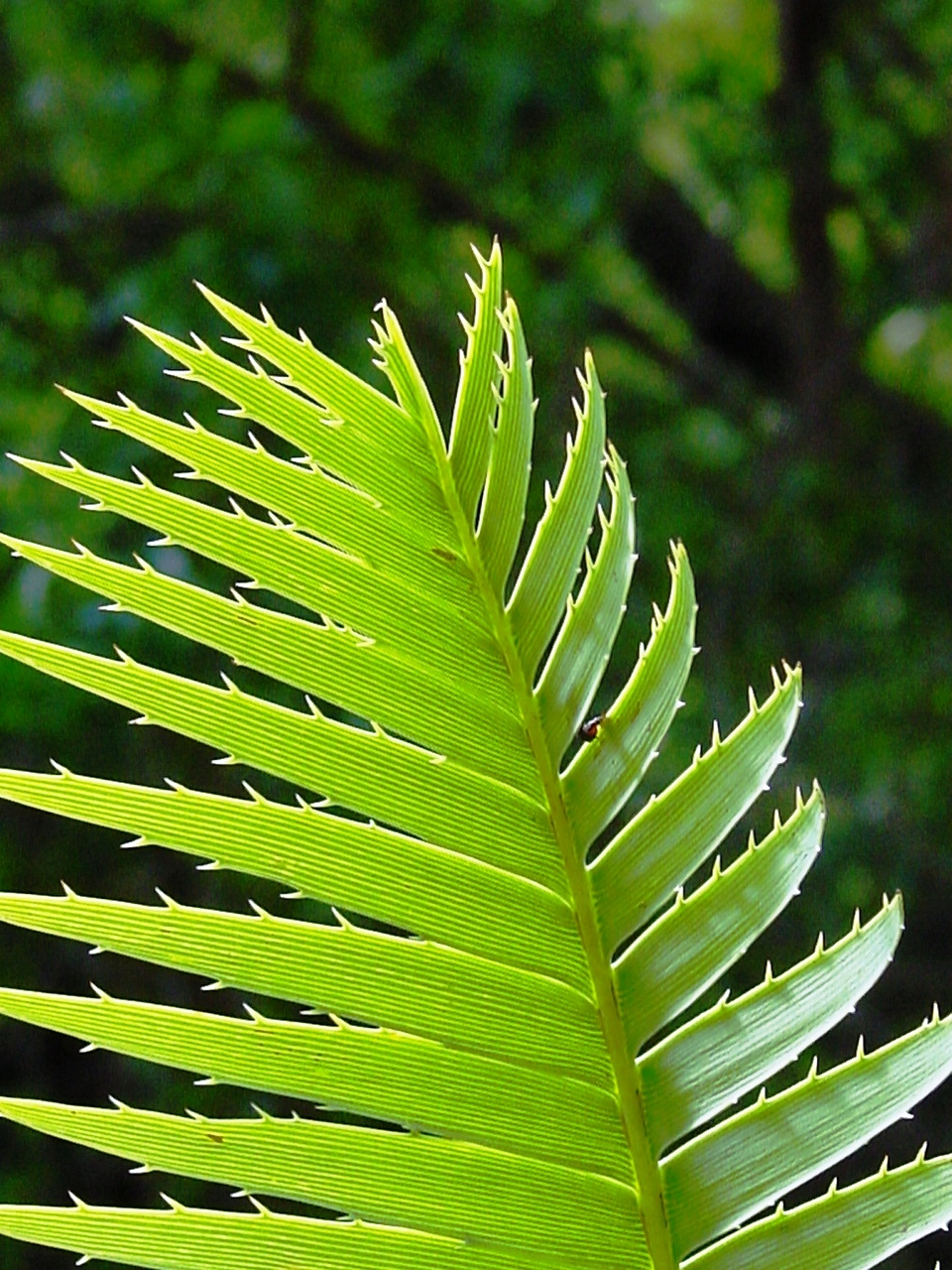
List diónu pichlavého (Dioon spinulosum) s dobře patrnými žilkami

- dión jedlý (Dioon edule)